# Schloss Breitenbruck
Das Schloss Breitenbruck in der Gemeinde Katsdorf im Bezirk Perg war ein wehrhafter Ansitz im Tal der Großen Gusen in Oberösterreich. Eindrucksvolle Gebäudeteile blieben bis heute erhalten.

## Lage
Der ansehnlich erhaltene Ansitz, nun Bauernhof mit der Adresse Katsdorf, Breitenbruck N° 60, liegt auf 289 m Seehöhe am Rande der Ortschaft Breitenbruck auf einem geneigten Wiesengelände ~10 m über dem Talboden. Er wird im Osten im Abstand von ~ 280 m von der Großen Gusen umflossen. Bereits die Ansicht von 1674 zeigt dort eine Brücke über den Fluss.
Benachbarte Ansitze waren das nahe Schloss Bodendorf und etwas weiter weg Burg Wolfsbach.

## Geschichte
Breitenbruck wurde im Babenberger Urbar von 1230 erwähnt. Die Burg Breitenbruck wurde 1368 als landesfürstliches Lehen des Wolfhart Breitenbrucker genannt. Zur Zeit der Hussitenkriege wurde Breitenbruck zerstört. Jörg Breitenbrucker verkaufte 1441 die Burg an Valentin von Hohenegg (Hoheneck); dessen Tochter Sarah Sophia brachte das Schloss als Heiratsgut 1619 in die Ehe mit Gotthard von Tattenbach ein. 1627 erwarb Hans Handl von Ramingdorf das Schloss, dann folgte 1637 Graf Heinrich von Starhemberg, der das Schloss aus der Erbmasse erwarb. Da in der Folge Breitenbruck zur Herrschaft Riedegg kam, ging es seiner Verwaltungsfunktion verlustig und begann zu verfallen. Als Besitzer sind noch Anton Pfeffer von Regenheim und seine Gattin zu erwähnen. Im 19. Jahrhundert wurde es von zwei Bauern aufgekauft und zu einem Bauernhof umgewandelt. Der Besitzer Ferdinand Reindl verstarb 1923, ihm folgte sein Sohn.

## Schloss Breitenbruck heute
Das zu einem Bauernhof gewordene Schloss enthält immer noch Elemente eines wehrhaften Ansitzes, obwohl von der Bausubstanz, wie sie noch auf dem Stich von Georg Matthäus Vischer dargestellt wird, wesentliche Teile fehlen. Der Grundriss entspricht einem unregelmäßigen Achteck. Das oberste Stockwerk ist abgebrochen worden. Der Graben um das Schloss ist heute zugeschüttet.
Im Burginnenhof befinden sich zwei Sonnenuhren, von denen die eine die Vormittags- und die andere die Nachmittagsstunden anzeigt. Von dem Eingangsturm sind zwei Geschoße erhalten. Zum Innenhof hin ist er mit Holz verblendet und dient als Schuppen. Die Turmkanten an der Außenseite sind abgerundet. Der kleinere Turm im Hof hat Portal und Stiege in den Keller, der mit einem Tonnengewölbe und Stützsäulen ausgestattet ist. Die Innenräume im ersten Stock sind gut erhalten. Aus der früheren Kapelle mit Kreuzrippengewölbe ist ein Wohnraum geworden. In der Diele des ersten Stockwerkes sind an der Decke noch die alten Kienspanhalter (mundartlich Keaspau'-Halter) angebracht. Im Erdgeschoß befindet sich ein Saal mit einem prächtigen Netzrippengewölbe, der lange Zeit als Schweinestall diente. Im Innenhof finden sich noch Reste von Wandmalereien.
Die Mauern haben an der Außenfront noch alte Fenster, teilweise auch noch alte Fensterkörbe. Ebenso findet sich ein Abtrittserker an der Außenseite. Im Erdgeschoß sind neue Fenster eingebaut. An der Eingangsseite dominiert ein neues, den Bedürfnissen der Zeit entsprechend vergrößertes Eingangstor. Das originale gotische Burgtor mit danebenliegendem Schlupftürchen sowie Öffnungen für die Zugbrückenrollen sind aber neben dem Eingangsturm noch erhalten.

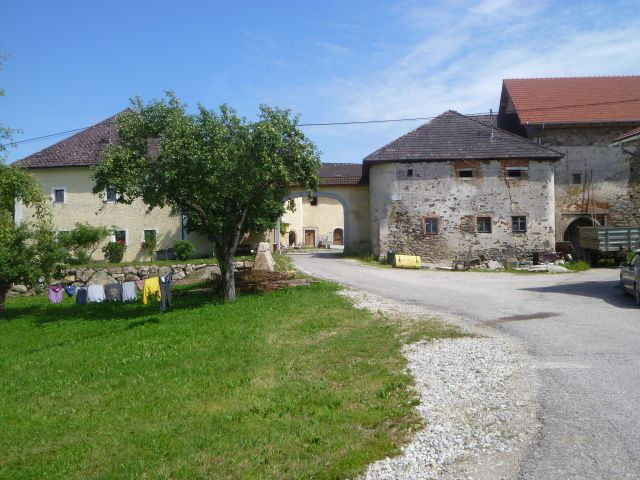
Ansicht von Norden.
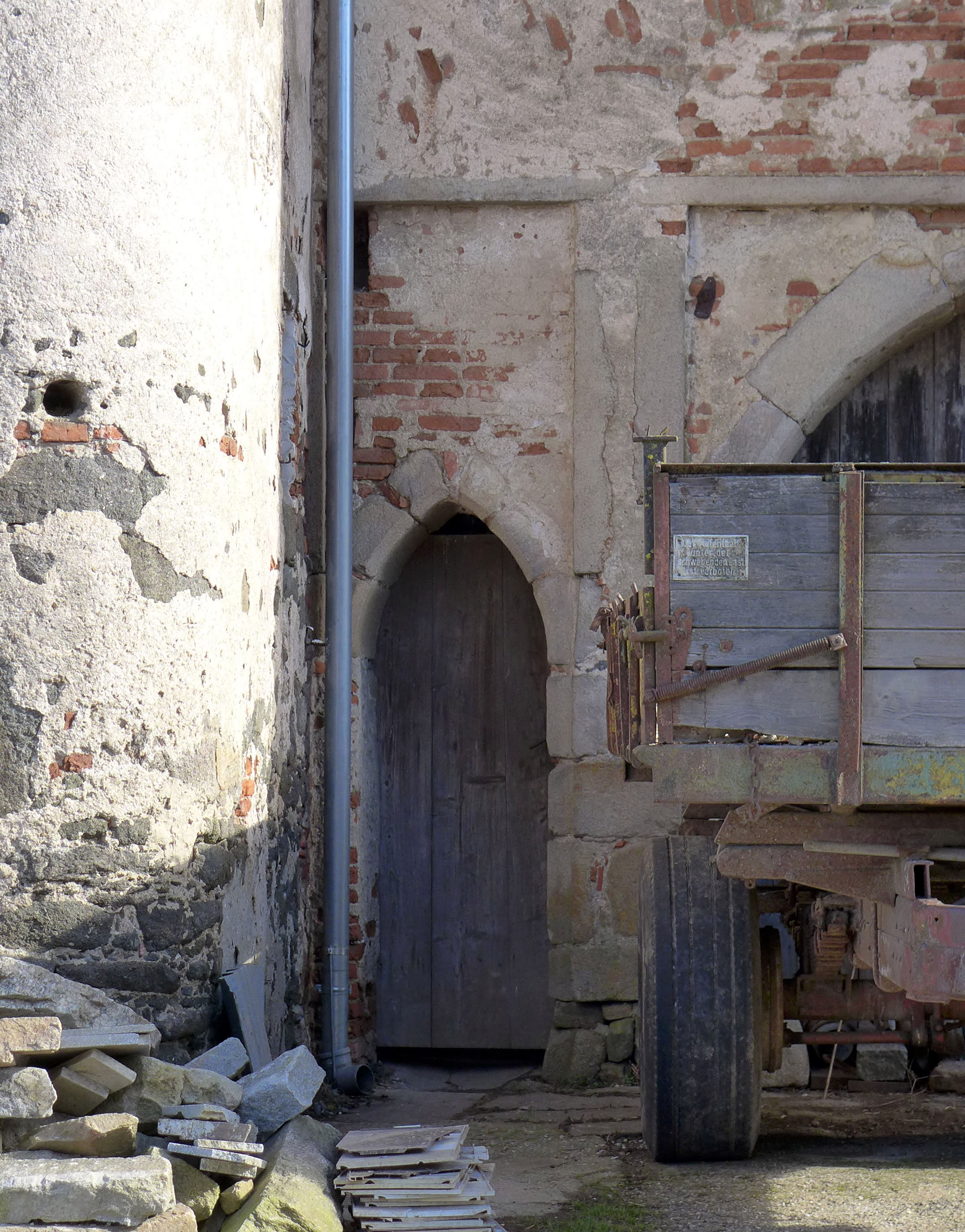
Gotisches Burgtor
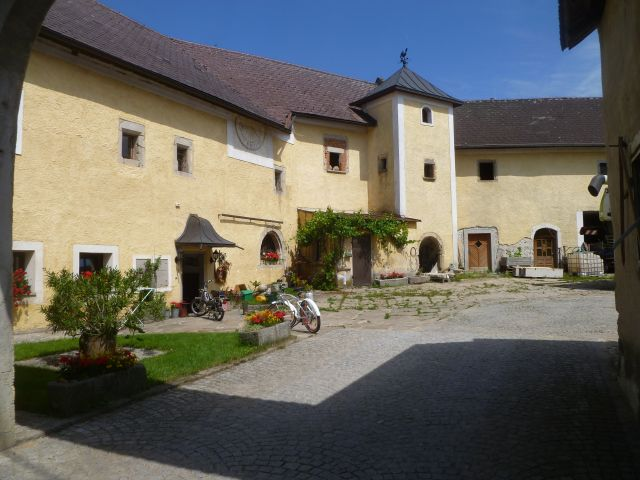
Innenhof mit Turm
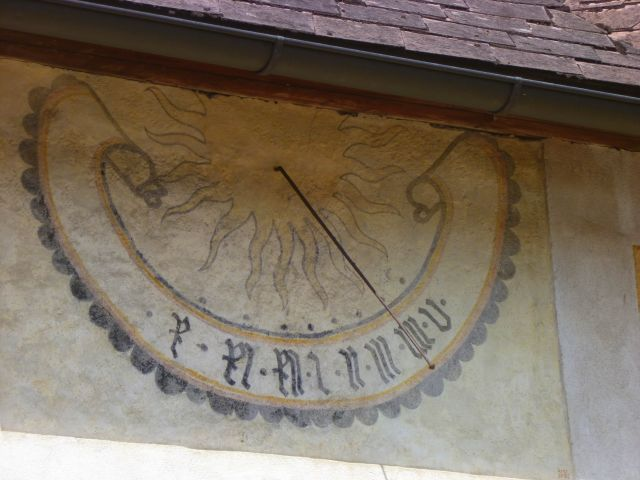
Sonnenuhr im Innenhof
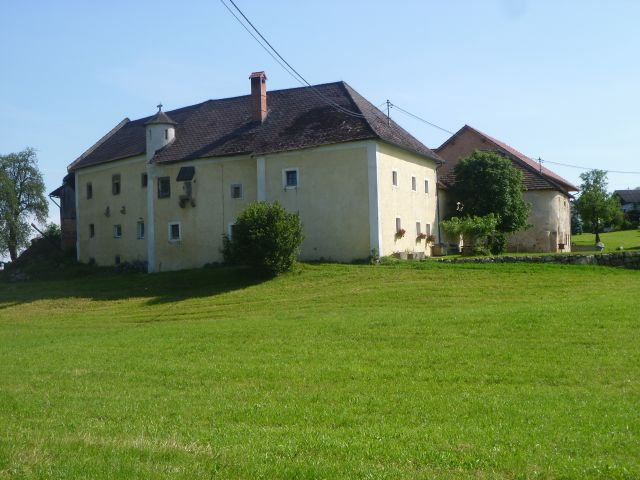
Ansicht von Osten
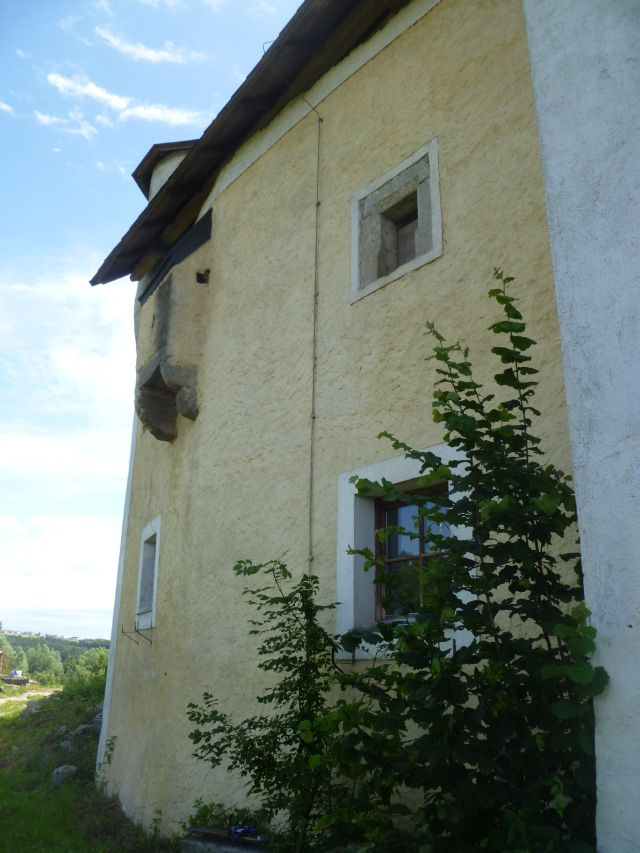
Abtrittserker